# Han (rijeka u Koreji)
Han je rijeka u Južnoj Koreji.

## Etimologija
Korejsko ime:
- hangul: 한강|
- hanja: 漢江|
- McCune-Reischauer =Han'gang
- romanizirani oblik =Han-gang

## Vanjske poveznice
|  | Zajednički poslužitelj ima još gradiva o temi Han |

- Članak Korea Timesa o suvremenoj povijesti rijeke Hana  Arhivirana inačica izvorne stranice od 10. ožujka 2007. (Wayback Machine)